# Carl Gideon Sinclair
Carl Gideon Sinclair (skrev sig själv Sinklaire), född den 12 november 1730 i Stralsund, död den 1 september 1803 på Gammelbo bruk i Ramsbergs socken i Västmanland, var en svensk friherre och  militär. Han var brorson till Malcolm Sinclair.
Carl Gideon Sinclair var son till friherre Henrik Gideon Sinclair, som var major i fransk tjänst, och Beata Catharina von Grape. Sinclair blev förare vid Hamiltonska regementet 1741 och student vid Greifswalds universitet till 1746 samt därefter underlöjtnant vid Royal Suédois 1746 och kapten vid tyska infanteriregementet La Dauphine i Frankrike 1756 samt överste vid tyska infanteriregementet 1762 och vid Royal Suédois 1771. Åren 1770–1773 var han lärare i krigskonst för prins Maximilian, sedermera kung av Bayern. 
År 1775 utnämndes han till överste i den svenska armén och 1778 till chef för Björneborgs regemente. Därför lämnade Sinclair den franska tjänsten mot en årlig pension. Genom sin långvariga tjänstgöring utomlands och grundliga teoretiska studier hade Sinclair förvärvat en erkänd militärisk skicklighet och åtnjöt stort anseende. År 1777 blev han generalmajor och samtidigt generaladjutant hos Gustav III och 1780 förste generaladjutant. Som sådan var han jämte Toll under den närmast följande tiden den egentlige ledaren av reformerna vid krigsmakten till lands. Hans första betydande verk var 1781 års reglemente för infanteriet. Samma år blev Sinclair även chef för artilleriet, där han snart införde en bättre ordning. År 1784 utnämndes han till generalfälttygmästare, vilken befattning han lämnade 1791, 1790 till generallöjtnant och 1799 till general av infanteriet. 
Som generaladjutant hade Sinclair stora reformplaner. Särskilt yrkade han på strängare disciplin, rättvisare befordringssystem och högre militärisk utbildning hos officerskåren, men ansåg sig inte äga nödvändigt stöd hos Gustav III. I efterlämnade skrifter, Mémoires intéressants, rörande Gustav III:s ryska krig 1788, samt Notes et anecdotes framträder en stark avoghet mot kungen, som hade velat göra Sinclair ansvarig för motgångarna i ryska kriget. I Tankar öfver Sveriges nu varande krigsmakt till lands (1799) framlägger Sinclair sin mening om det svenska militärväsendets brister och kritiserar indelningsverket. Samtliga dessa skrifter har länge funnits i Ericsbergs arkiv. Dessutom författade Sinclair flera krigsvetenskapliga arbeten och vidlyftiga anteckningar rörande sina franska fälttåg.
Sinclair tillhörde 1796 de stiftande medlemmarna av Svenska Krigsmannasällskapet, efter hans död benämnd  Kungliga Krigsvetenskapsakademien, i vars ledamotsförteckning han har nummer 2. Sinclair var kommendör med stora korset av Svärdsorden. Han var gift med riksfriherrinnan Louise Henriette Eckbrecht von Dürckheim, som avled i Västerås 1803, samma år som Sinclair. Makarna var barnlösa, varför ätten utdog med Sinclairs död. Vid begravningen i Stockholm krossades vapenskölden med tal av Gudmund Jöran Adlerbeth.